# Mathieu Rosmarin
Mathieu Rosmarin (Luik, 1575 - Madrid, 10 mei 1647) was een Zuid-Nederlands componist van de vroege barok, en meester van de Spaanse Koninklijke Kapel. In 1594 nam hij de Spaanse naam Mateo Romero aan.

## Levensloop
Hij verliet zijn vaderland na de voortijdige dood van zijn vader en werd, net als veel kinderen uit de toenmalige Spaanse Nederlanden, koorknaap aan het hof van Madrid. Tussen 1586 en 1593 waren de componisten Georges de la Hèle en Philippe Rogier, die uit zijn vaderland stamden, zijn mentoren.
In 1598 werd Rosemarin koninklijke dirigent aan het Spaanse hof van Filips II en Filips III. Hij behield deze functie tot in 1634. In 1609 werd hij tot priester gewijd en was hij de persoonlijke kapelaan van Philippe III. Hij was ook secretaris van de Orde van het Gulden Vlies.
In zijn hoedanigheid als priester was hij ook aalmoezenier van de Portugese koning Johan IV. Veel van zijn werken die bewaard werden in de Koninklijke Bibliotheek van Lissabon werden verwoest in de aardbeving van 1755.
Romero was een van de meest gerespecteerde componisten van zijn tijd, hetgeen hem de bijnaam "El Maestro Capitán" opleverde. Zijn werk bevindt zich op het snijvlak van twee muzikale tijdperken, de renaissance en de barok. Alhoewel hij voortkwam uit de polyfone school van grote Frans-Vlaamse componisten speelde hij een belangrijke rol in de invoering in Spanje van de uit Italië afkomstige stile moderno.

## Werken
De meeste van zijn composities bestonden uit kerkmuziek, missen, madrigalen, motetten en een Magnificat. Er zijn ook dansen overgeleverd uit zijn pen, zoals folias, canciones, novenen en romances.
Zijn overlevende werken omvatten:
Missen:
- Missa Bonae voluntatis in een negen-en een vijfdelige versie met basso continuo.
- Missa Qui Habitat (8 stemmen en basso continuo) - gebaseerd op zijn eigen psalm.
- Missa Un jour l'amant (8 stemmen en basso continuo) - parodie mis op een chanson van Lassus.
- Missa Dolce fiamella (5 stemmen en basso continuo)
- Missa Batalla (4 stemmen en basso continuo)
- Missa de Requiem de dos Baxos (8 stemmen en basso continuo)
- Missa "Pro Defunctis"
- Missa Veu que de vostre amour a 8
- Missa Dolce fiamella mia a 5 - gebaseerd op een madrigaal van Giovanni Maria Nanino.
- Missa op de litanie, 5vv (8 stemmen litanie)
- Missa Batalla a 4 - gebaseerd op Clement Janequins La Bataille
- Missa Sabbato Sancto a 4

Magnificats, psalmen and motetten:
- 3 Magnificat
- 3 Dixit Dominus
- Domine, quando veneris
- Libera me, Domine
- Convertere Domine
- Domine, ne in furore tuo

Seculiere werken:
- 9 villancicos
- 3 canciones a 3
- 5 letrillas a 3
- 2 novenas a 2
- 2 folías
- 15 romances a 3 op tekst van Lope de Vega, Francisco de Quevedo en anderen.
- 1 seguidilla
- 11 songs (alleen 3-stemmige versie bestaat nog) in Cancionero de Onteniente, 1645.

## Discografie
- "Romero - Music At The Spanish Court" Currende, dir. Erik Van Nevel, 1996 (Cypres 3606)
- "Missa pro defunctis - Requiem para Cervantes" Ensemble Schola Antiqua, La Grande Chapelle, dir. Ángel Recasens (Communidad)
- "Office Pour l'Ordre de la Toison d'Or" Choeur de Chambre de Namur, dir. Jean Tubéry. 2003 (Ricercar)